# Cumberland (Indiana)
Cumberland é uma cidade  localizada no estado americano de Indiana, no Condado de Hancock e Condado de Marion.

## Demografia
Segundo o censo americano de 2000, a sua população era de 5500 habitantes.
Em 2006, foi estimada uma população de 5398, um decréscimo de 102 (-1.9%).

## Geografia
De acordo com o United States Census Bureau tem uma área de
5,0 km², dos quais 4,9 km² cobertos por terra e 0,1 km² cobertos por água. Cumberland localiza-se a aproximadamente 262 m acima do nível do mar.

## Localidades na vizinhança
O diagrama seguinte representa as localidades num raio de 16 km ao redor de Cumberland.